# انجمن سکولار ملی
انجمن سکولار ملی (به انگلیسی: National Secular Society) یک سازمان در بریتانیا است که به کمپین برای ترفیع سکولاریسم و جدایی دین از سیاست می‌پردازد. به عقیده این سازمان هیچ‌کسی نباید به خاطر داشتن یا نداشتن عقیده دینی منفعت یا ضرری ببیند. انجمن سکولار ملی در سال ۱۸۶۶ توسط چارلز بردلا احداث شد. این جامعه عضو از اتحاد جهانی انسان‌گرا و اخلاق‌گرا است و از اعلامیه آمستردام ۲۰۰۲ حمایت می‌کنند.

## منشور انجمن سکولار ملی
منشور سکولار برای دولت سکولار کمپین می‌کند، دولتی که:
- الف) دین رسمی ندارد.
- ب) یک قانون برای همه هست و کاربردش توسط قوانین دینی مختل نمی‌شود.
- پ) اشخاص به خاطر اعتقاد یا نبود باور دینی مورد تبعیض قرا نمی‌گیرند و برتری یا ضرری متوجه‌شان نمی‌شود.
- ت) آزادی بیان به خاطر ملاحظات دینی محدود نمی‌شود.
- ث) نه دولت و نه تجلی‌های دولت، ترجیجات دینی ندارد.
- ج) دین هیچ نقشی در تحصیلات پرداخته شده توسط دولت ایفا نمی‌کند، چه از طریق وابستگی‌های مذهبی، دعای برنامه‌ریزی شده، آموزش دینی، گزینش دانشجو یا تبعیض در استخدام.
- چ) دولت هزینه‌ای برای تبلیغ دین یا اعمال دینی پرداخت نمی‌کند و دخالتی در امر دین نمی‌کند.
- ه) خدمات عمومی یا خدماتی که از طریق عموم بودجه می‌گیرند تبعیضی بر اساس دین یا اعتقاد قائل نمی‌شوند.
- خ) موقعیت خاص یا برتری در جامعه برای اشخاص و گروه‌ها به واسطه دین یا اعتقاد یا عدم دین یا اعتقاد آنها وجود ندارد.
- د) دولت در اداره سازمان‌های مذهبی یا وضع تعالیم مذهبی دخالت نمی‌کند.

## همکاران افتخاری
| - گراهام آلن عضو پارلمان - پروفسور پیتر اتکینز - این بنکز - ادوارد باند - مایکل کشمن MEP - نیک کوهن - پروفسور ریچارد داوکینز FRS, FRSL - مقناد دسای بارون دسای - آنجلا ایگل عضو پارلمان - بارونس فلتر - ریکی جرویس - پروفسور ای. سی. گریلینگ FRSA, FRSL - دکتر اوان هریس - پاتریک هاروی MSP - تد هندریش - کلوین هاپکینز عضو پارلمان | - گلنیس کیناک - استوارت لی - گراهام لینهان - بارونس مسی آو دارون - Jجاناتان میدس - سر جاناتان میلر - مریم نمازی - تسلیمه نسرین - فیلیپ پولمن - مارتین روسون - دکتر دیوید استارکی - لرد تاورن QC - پلی تنیبی - ماریل ترنر - سوفی این ت ولد MEP |

## جایزه سکولاریست سال
هر سال NSS جایزه سکولاریست سال را طی مراسمی به همراه ۵۰۰۰£ اهدا می‌کند.